# هجوم معاليه أدوميم (2023)
هجوم معاليه أدوميم هو هجوم نفذه مسلح فلسطيني خارج مجمع تجاري في مستوطنة معاليه أدوميم في الضفة الغربية في 1 أغسطس 2023 وأسفر عن إصابة 6 إسرائيليين فضلاً عن مقتل المهاجم.

## الهجوم
فتح مسلح فلسطيني النار من بندقية إم-16 على مجموعة من الإسرائيليين، من ضمنهم رواد مطعم، في ساحة خارج مركز تجاري رئيسي في مستوطنة معاليه أدوميم. مما أسفر عن إصابة ستة منهم اثنان في حالة خطيرة وقُتل منفذ الهجوم بنيران شرطي خارج الخدمة بينما كان يحاول الفرار من المكان.

## هوية المهاجم
أفاد جهاز الأمن العام (الشاباك) أن منفذ الهجوم يُدعى مهند محمد سليمان المزارعة (20 عاماً)، وهو من سكان العيزرية القريبة بالضفة الغربية.